# Deutsche Morgenländische Gesellschaft

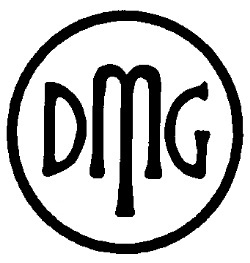
Logo der Deutschen Morgenländischen Gesellschaft

Die Deutsche Morgenländische Gesellschaft (DMG) ist die älteste wissenschaftliche Vereinigung deutscher Orientalisten. Sie wurde am 2. Oktober 1845 in Darmstadt gegründet; ihr Sitz ist seit 2006 in Halle (Saale). Im Unterschied zur archäologischen Deutschen Orient-Gesellschaft befassen sich ihre Mitglieder vorwiegend mit Sprachen und Kulturen des Nahen Ostens und mit Teilen Asiens, Ozeaniens und Afrikas.

## Geschichte

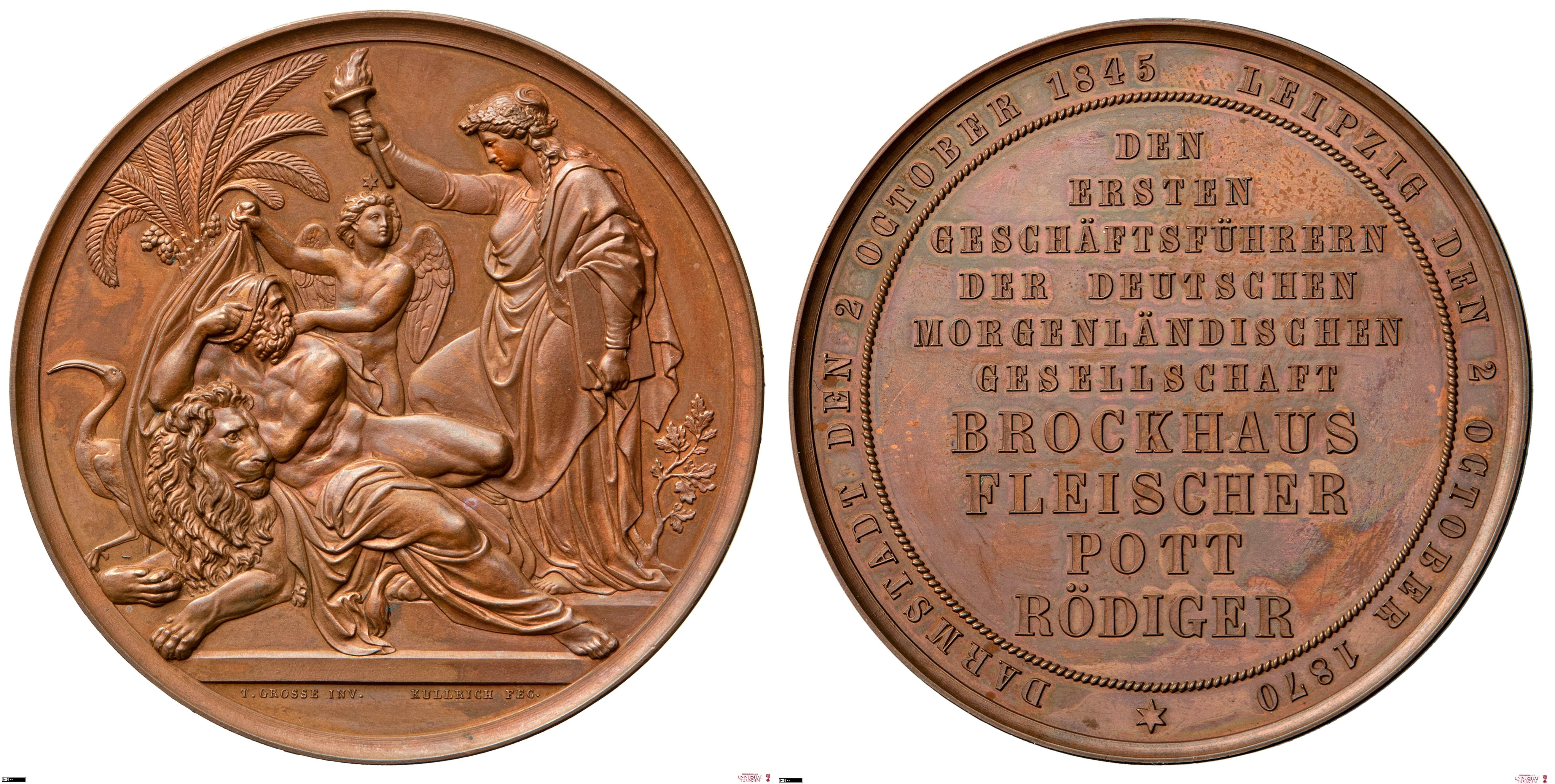
Medaille zum 25-jährigen Jubiläum der DMG für die führenden Gründungsmitglieder Hermann Brockhaus, Heinrich Leberecht Fleischer, August Friedrich Pott und Emil Rödiger, 1870. Das Motiv auf der Vorderseite stammt von Theodor Grosse und zeigt die Erforschung des Orients durch die personifizierte Germania.

Der Arabist und Orientalist an der Universität Leipzig, Heinrich Leberecht Fleischer (1801–1888), gilt als der wesentliche Gründervater der DMG. Von 1886 bis 1902 war der bedeutende Indologe und Begründer der modernen Prakrit-Forschung Richard Pischel, Professor an der Universität Halle, Sekretär der DMG.
Die bis heute maßgebliche wissenschaftliche Transkriptionsmethode der arabischen in die lateinische Schrift (DMG-Umschrift) im Kontext arabischer, persischer und türkischer Texte wurden 1936 auf dem Internationalen Orientalistenkongress in Rom angenommen. Darüber hinaus existiert heute der darauf basierende DIN-Standard 31635. Im Falle des osmanischen Türkisch hat sich in der Orientalistik die der DMG-Transliteration ähnelnde Transliteration der İslâm Ansiklopedisi von 1940 durchgesetzt.
Unter Martin Schede, Präsident der DMG ab 1939, wurde 1940 der Arierparagraph endgültig eingeführt. Eine bisweilen behauptete „Auflösung“ der DMG während der Nachkriegszeit und eine anschließende „Wiederbegründung“ 1948 gab es nicht. Die Zeitschrift der DMG existierte ununterbrochen fort. Die DMG nannte auf der ersten Mitgliederversammlung nach dem Krieg im Juni 1948 nur ihre wissenschaftliche Tätigkeit „unterbrochen“, Scheel und Hartmann hätten jedoch den äußeren Betrieb aufrechterhalten. Der Sitz wurde nach Mainz verlegt.
Seit dem 28. September 2006 hat die DMG ihren Sitz in Halle (Saale), zuvor in Leipzig. Ihre Mitglieder-Versammlungen hält die DMG unter anderem auf dem Deutschen Orientalistentag wie 2010 in Marburg oder 2017 in Jena.

## Forschung

### Forschungseinrichtungen
Das 1960 eröffnete Nepal-Forschungszentrum (internat. Nepal Research Centre NRC) in Kathmandu/Nepal war bis 1974 unter der Bezeichnung Forschungsunternehmen Nepal-Himalaya bekannt.
Das 1961 gegründete Orient-Institut in Beirut/Libanon ging 2002 in Trägerschaft der Max Weber Stiftung über. Es besitzt Außenstellen in Kairo (ab 2010) und in Istanbul (ab 1987), wobei die Letztere 2009 unabhängig wurde.
Die Bibliothek der DMG befindet sich in der Villa Kaehne in Halle (Saale). Ihre Bestände (etwa 64.000 Titel) können über die Universitäts- und Landesbibliothek Sachsen-Anhalt recherchiert werden.

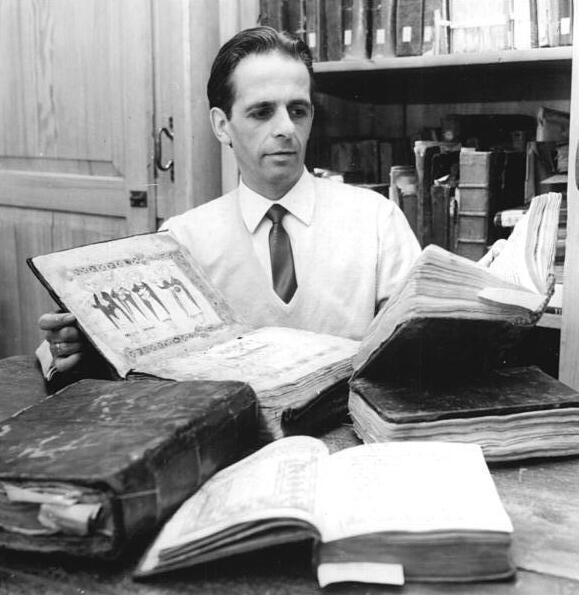
Herbert Plaeschke mit Handschriften (1968)
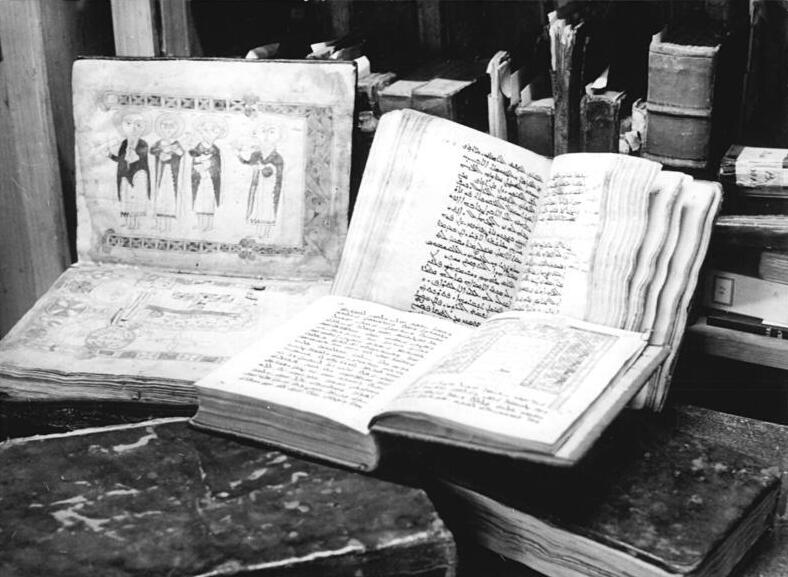
Handschriften der Bibliothek (1968)

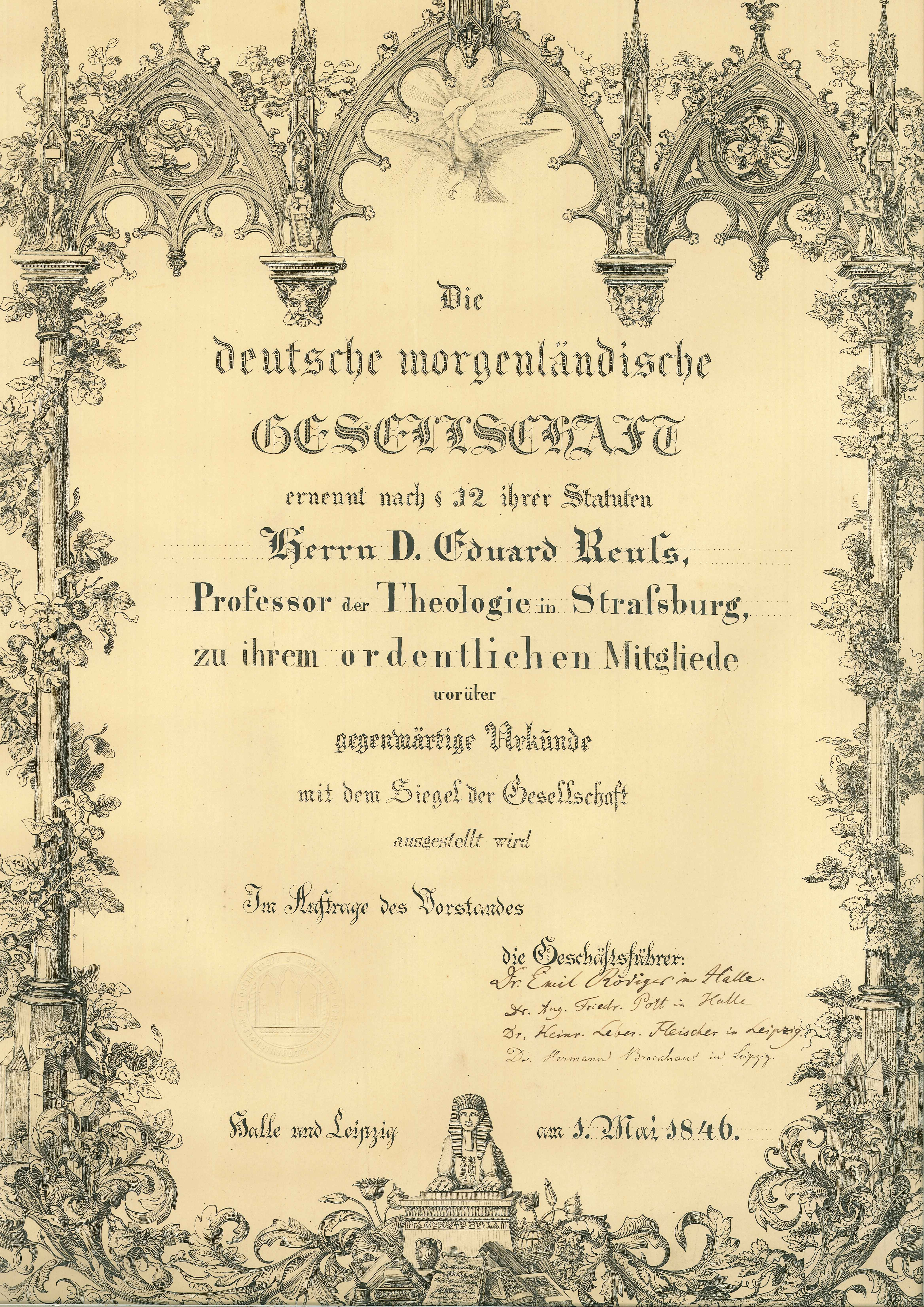
Die deutsche morgenländische Gesellschaft ernennt nach § 12 ihrer Statuten Herrn D. Eduard Reuß, Professor der Theologie in Straßburg, zu ihrem ordentlichen Mitgliede.

### Publikationen
- seit 1847: Zeitschrift der Deutschen Morgenländischen Gesellschaft (ZDMG). Harrassowitz, Wiesbaden, ISSN 0341-0137, Digitalisate ab Band 1 (1847) mit 3 Jahren Moving Wall in MENAdoc.
- ab 1857: Abhandlungen für die Kunde des Morgenlandes (AKM). Harrassowitz, Wiesbaden, ISSN 0567-4980.
- ab 1964: Beiruter Texte und Studien (BTS). Ergon, Würzburg, ISSN 0067-4931.[5]

### Gemeinschaftliche Projekte
- Katalogisierung der Orientalischen Handschriften in Deutschland (KOHD)
- Verzeichnis der Orientalischen Handschriften in Deutschland (VOHD)

### Geförderte Projekte
- Die Vergleichungs-Tabellen der Muhammedanischen und Christlichen Zeitrechnung, Hrsg. Ferdinand Wüstenfeld, 1854.
- Wörterbuch der Klassischen Arabischen Sprache (WKAS).

### Deutscher Orientalistentag
Seit 1921 richtet die DMG in Abständen von drei bis fünf Jahren den Deutschen Orientalistentag (DOT) aus, einen Kongress deutscher und ausländischer Orientalisten.
Bis 2017 fanden 33 Orientalistentage statt, die letzten in Bamberg (2001), Halle (Saale) (2004), Freiburg im Breisgau (2007), Marburg (2010), Münster (2013) und Jena (2017). Der 34. Deutsche Orientalistentag war für 2021 in Berlin geplant, wurde aber wegen der COVID-19-Pandemie in Deutschland auf 2022 verschoben.
Innerhalb des DOT wurde im Jahre 1929 von Anton Baumstark die Sektion Christlicher Orient gegründet.

### Forschungspreis der Deutschen Morgenländischen Gesellschaft
Seit 1998 vergibt die Deutsche Morgenländische Gesellschaft in regelmäßigen Abständen anlässlich des Deutschen Orientalistentags den Forschungspreis der Deutschen Morgenländischen Gesellschaft. Der Preis wird für hervorragende Forschungsarbeiten des wissenschaftlichen Nachwuchses auf einem kulturwissenschaftlich ausgerichteten, von der DMG vertretenen Forschungsgebiet der Orientalistik vergeben und ist aktuell mit 5000 Euro dotiert.
Die bisherigen Preisträger sind:
- 1998: Hans Harder und Claudia Preckel[7]
- 2001: Michael Friedrich
- 2004: Denis Engelleder[8]
- 2007: Sascha Ebeling und Florian Remien
- 2010: Jens Scheiner
- 2013: Volker Olles[9]
- 2017: Christoffer Theis

## Bekannte Mitglieder
- Justus Olshausen (1800–1882)
- Heinrich Leberecht Fleischer (1801–1888)
- Emil Rödiger (1801–1874)
- August Friedrich Pott (1802–1887)
- Heinrich Ewald (1803–1875)
- August Gladisch (1804–1879)
- Eduard Reuss (1804–1891)
- Johann Gustav Stickel (1805–1896)
- Hermann Brockhaus (1806–1877)
- Hans Conon von der Gabelentz (1807–1874)
- Lazarus Adler (1810–1886)
- Ludwig Duncker (1810–1875)
- Gustav Friedrich Oehler (1812–1872)
- Friedrich August Arnold (1812–1869)
- Ludolf Krehl (1825–1901)
- Falk Cohn (1833–1901)
- Gustav Droysen (1838–1908)
- Ernst Windisch (1844–1918)
- Franz Praetorius (1847–1927)
- Richard Pischel (1849–1908)
- Friedrich Rosen (1856–1935), Vorsitzender der DMG von 1921 bis 1933
- Hans Stumme (1864–1936)
- Jakob Hausheer (1865–1943)
- Friedrich Schrader (1865–1922)
- Johannes Pinckert (1879–1956)
- Richard Hartmann (1881–1965)
- Martin Schede (1883–1947), Klassischer Archäologe, erster Direktor der DAI-Abteilung Istanbul von 1929 bis 1938, Präsident der DMG seit 1939
- Friedrich Wachtsmuth (1883–1975)
- John Loewenthal (1885–1930)
- Carl Brockelmann (1886–1956)
- Johann Fück (1894–1974)
- Helmuth Scheel (1895–1967)
- Bertold Spuler (1911–1990)
- Johannes Benzing (1913–2001), Turkologe
- Hans Robert Roemer (1915–1997), Islamwissenschaftler, Gründungsdirektor des Orient-Instituts in Beirut von 1961 bis 1963
- Ernst Hammerschmidt (1928–1993), Äthiopist und Theologe
- Herrmann Jungraithmayr (* 1931), Afrikanist, 1. Vorsitzender der DMG von 1990 bis 1999
- Angelika Neuwirth (* 1943), Arabistin, Direktorin des Orient-Instituts der DMG in Beirut und Istanbul von 1994 bis 1999
- Stefan Leder (* 1951), Arabist und Islamwissenschaftler, 1. Vorsitzender der DMG um 2008
- Walter Slaje (* 1954), Indologe; 1. Vorsitzender der DMG von 2012 bis 2021
- Stefan Weninger (* 1959), Semitist und Äthiopist; 2. Vorsitzender der DMG von 2015 bis 2020, 1. Vorsitzender der DMG seit 2021
- Ulrike Freitag (* 1962), Islamwissenschaftlerin und Historikerin
- Anja Pistor-Hatam (* 1962), Islamwissenschaftlerin
- Christoph Marcinkowski (* 1964), Islamwissenschaftler und Iranist
- Joachim Friedrich Quack (* 1966), Ägyptologe und Demotist

## DMG-Umschrift
Die heute im deutschsprachigen Raum gebräuchliche wissenschaftliche Umschrift der DMG hat ihren Ursprung im Jahr 1935. Damals legte die Transkriptionskommission der DMG, bestehend aus Carl Brockelmann, August Fischer, Wilhelm Heffening und Franz Taeschner, einen Transliterationsleitfaden für die „Hauptliteratursprachen der islamischen Welt“ auf dem 19. Internationalen Orientalistenkongress in Rom vor. Die DMG-Umschrift unterscheidet sich von anderen Umschriftvarianten dadurch, dass sie als Transliteration schriftbasiert und eindeutig rückübertragbar ist.
| arab.        | ﺍ (alif)              | ﺏ | – | ﺕ | ﺙ | ﺝ | – | ﺡ | ﺥ | ﺩ | ﺫ | ﺭ | ﺯ | – | ﺱ | ﺵ | ﺹ | ﺽ | ﻁ | ﻅ | ﻉ   | ﻍ | ﻑ | ﻕ | ﻙ | – | ﻝ | ﻡ | ﻥ | ه | ﻭ         | ﻱ / ى     | ــَـ | ــِـ   | ــُـ   | ـءـ | ٱ           |
| pers.        | ﺍ (alef)              | ﺏ | پ | ﺕ | ﺙ | ﺝ | چ | ﺡ | ﺥ | ﺩ | ﺫ | ﺭ | ﺯ | ژ | ﺱ | ﺵ | ﺹ | ﺽ | ﻁ | ﻅ | ﻉ   | ﻍ | ﻑ | ﻕ | ک | گ | ﻝ | ﻡ | ﻥ | ه | ﻭ         | ى         | ــَـ | ــِـ   | ــُـ   | ـءـ | ٱ           |
| lat. (arab.) | Hamzaträger (-ʾ-) / ā | b | – | t | ṯ | ǧ | – | ḥ | ḫ | d | ḏ | r | z | – | s | š | ṣ | ḍ | ṭ | ẓ | -ʿ- | ġ | f | q | k | – | l | m | n | h | w / ū     | y / ī     | a   | i     | u     | -ʾ- | -'- (Waṣla) |
| lat. (pers.) | Hamzeträger (-ʾ-) / ā | b | p | t | s̱ | ǧ | č | ḥ | ḫ | d | ẕ | r | z | ž | s | š | ṣ | ż | ṭ | ẓ | -ʿ- | ġ | f | q | k | g | l | m | n | h | w / ū (ō) | y / ī (ē) | a   | e (i) | o (u) | -ʾ- | -'- (Waṣle) |

Die in Klammern gesetzten Vokale (im Persischen) weisen auf die im Ostpersischen (Darī, Tadschikisch und Indo-Persisch) übliche Aussprache hin. (Weitere Informationen siehe DIN 31635.)